# (23848) 1998 RJ1
(23848) 1998 RJ1 es un asteroide perteneciente al Cinturón exterior de asteroides, descubierto el 10 de septiembre de 1998  desde el Observatorio de Višnjan, Zvjezdarnica Višnjan, Croacia.

## Designación y nombre
Designado provisionalmente como 1998 RJ1.

## Características orbitales
1998 RJ1 está situado a una distancia media del Sol de 3,220 ua, pudiendo alejarse hasta 3,851 ua y acercarse hasta 2,590 ua. Su excentricidad es 0,196 y la inclinación orbital 1,171 grados. Emplea 2110,76 días en completar una órbita alrededor del Sol.
Los Próximos acercamientos a la órbita de Júpiter ocurrirán el 6 de octubre de 2031, el 4 de enero de 2043 y el 16 de marzo de 2054.
Pertenece a la familia de asteroides de (3460) Ashkova

## Características físicas
La magnitud absoluta de 1998 RJ1 es 13,56. Tiene 10,416 km de diámetro y su albedo se estima en 0,078.